# Sexaginta Prista

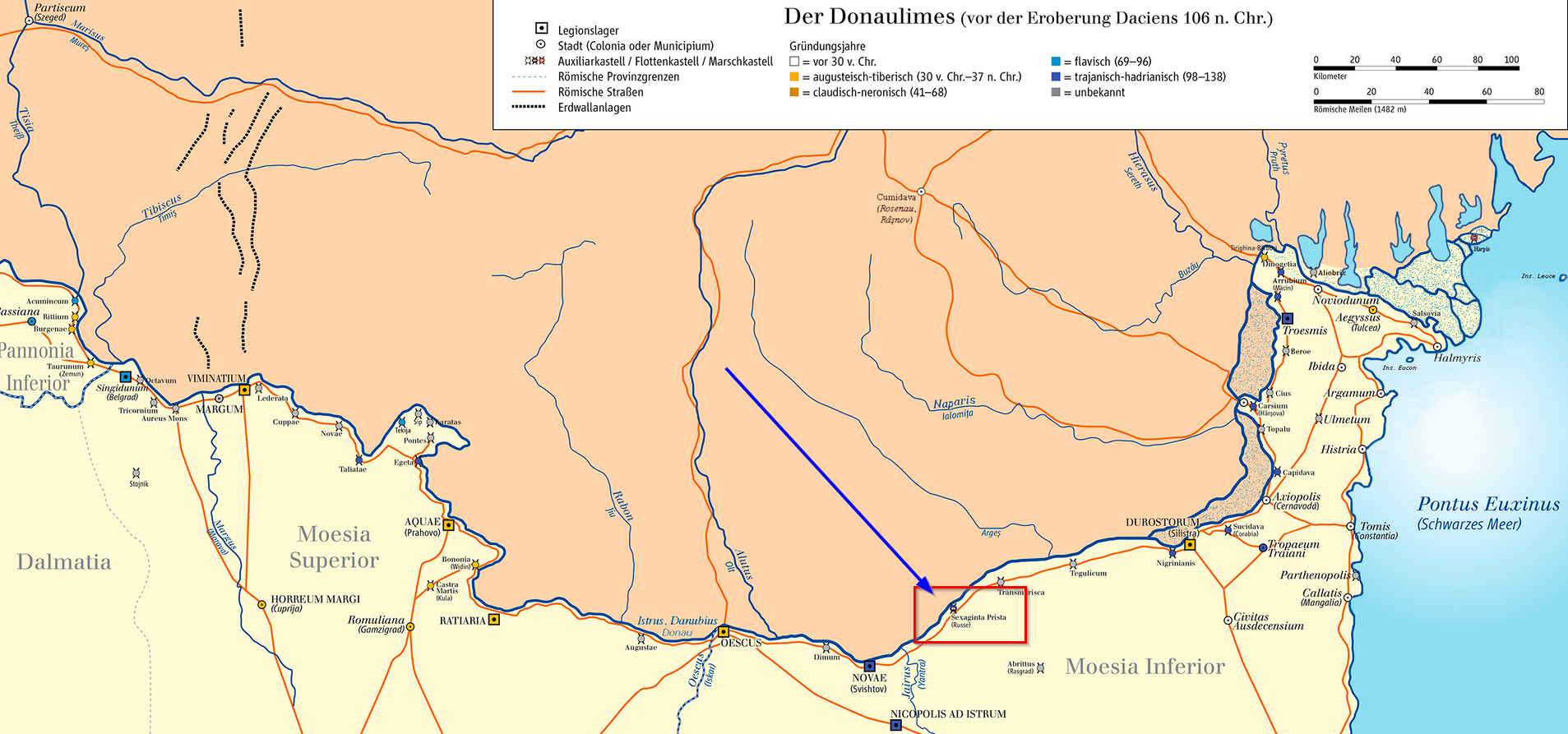
Lage von Sexaginte Prista am Donaulimes

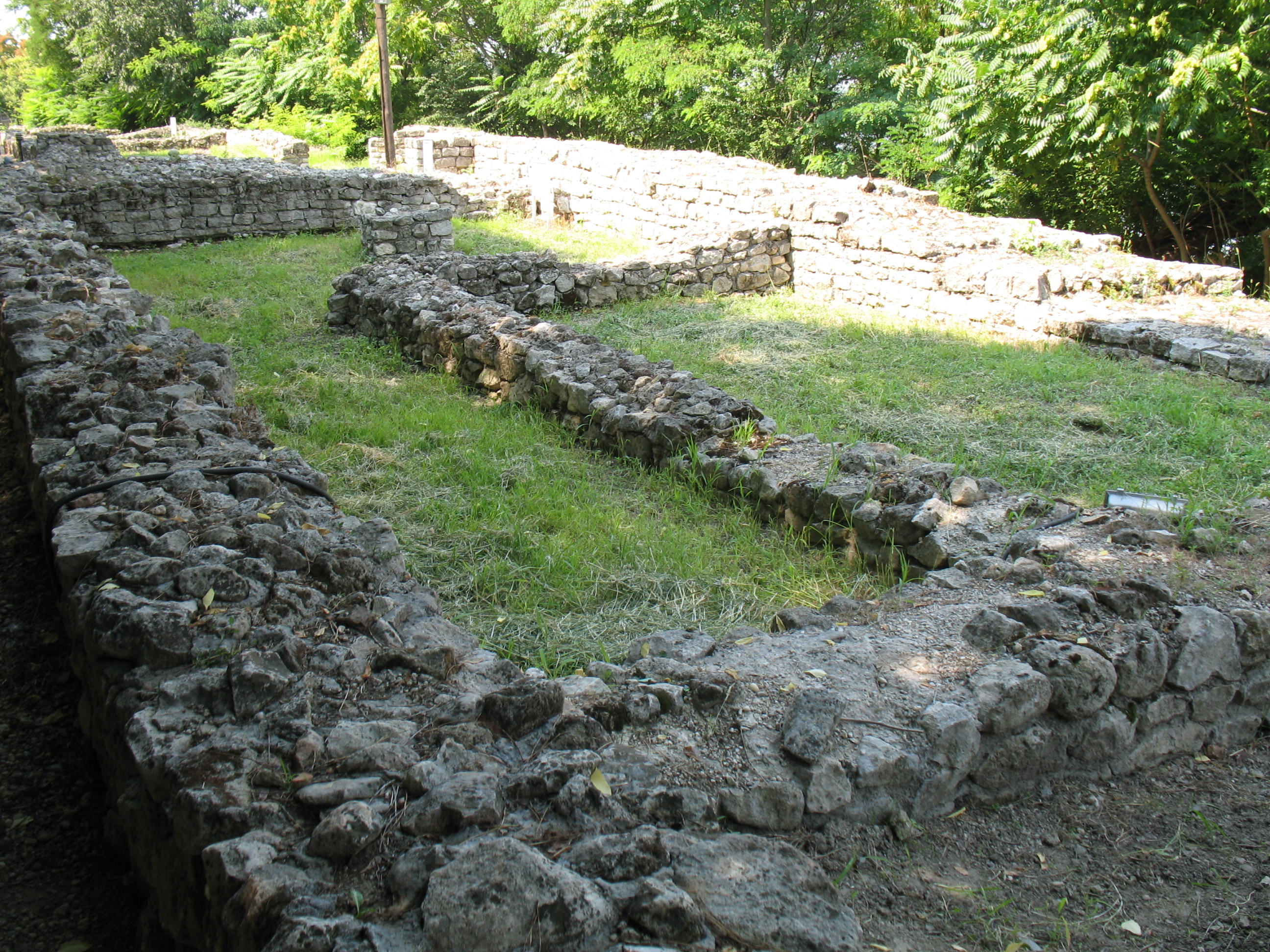
Römische Mauern in Russe

Sexaginta Prista, Sexagintaprista (zu dt. Stadt der 60 Schiffe) oder nur Prista war ein antiker römischer Militärstützpunkt und Siedlung am Donaulimes in der römischen Provinz Thracia, später Moesia inferior (Niedermösien). Die Reste der Siedlung befinden sich innerhalb des Stadtzentrums der heutigen bulgarischen Stadt Russe und sind nur zum Teil freigelegt.

## Geschichte
Sexaginta Prista entstand in Verbindung mit den Dakerkriegen unter den Kaisern Domitian (81–96) und Trajan (98–117) an der Stelle einer thrakischen Siedlung. Der Ort war Stützpunkt der Donauflotte der Römer, welche die Aufgabe hatte, die Nordgrenze des Römischen Reiches gegen Überfälle der nördlich der Donau lebenden Völker zu schützen. Dafür wurde hier die Legio I Italica als legio ripariensis („Uferlegion“) stationiert.
Etwas südlich von Prista befand sich die römische Stadt Nicopolis ad Istrum. Es ist aber möglich, dass zum Zeitpunkt ihrer Gründung das ausgedehnte Territorium von Nicopolis ad Istrum bis zur Donau reichte.
Erwähnt wurde sie von Claudius Ptolemäus und Antoninus Pius. Das Kastell wurde im 17. Jahrhundert vom österreichischen Archäologen Felix Kanitz lokalisiert und archäologisch zuerst von den Brüdern Karel und Hermann Škorpil untersucht.
Im 4./5. Jahrhundert war der Ort Sitz eines Bischofs. Nach 596 wurde er von den Awaren und Slaven zerstört.